# 日本赤十字社

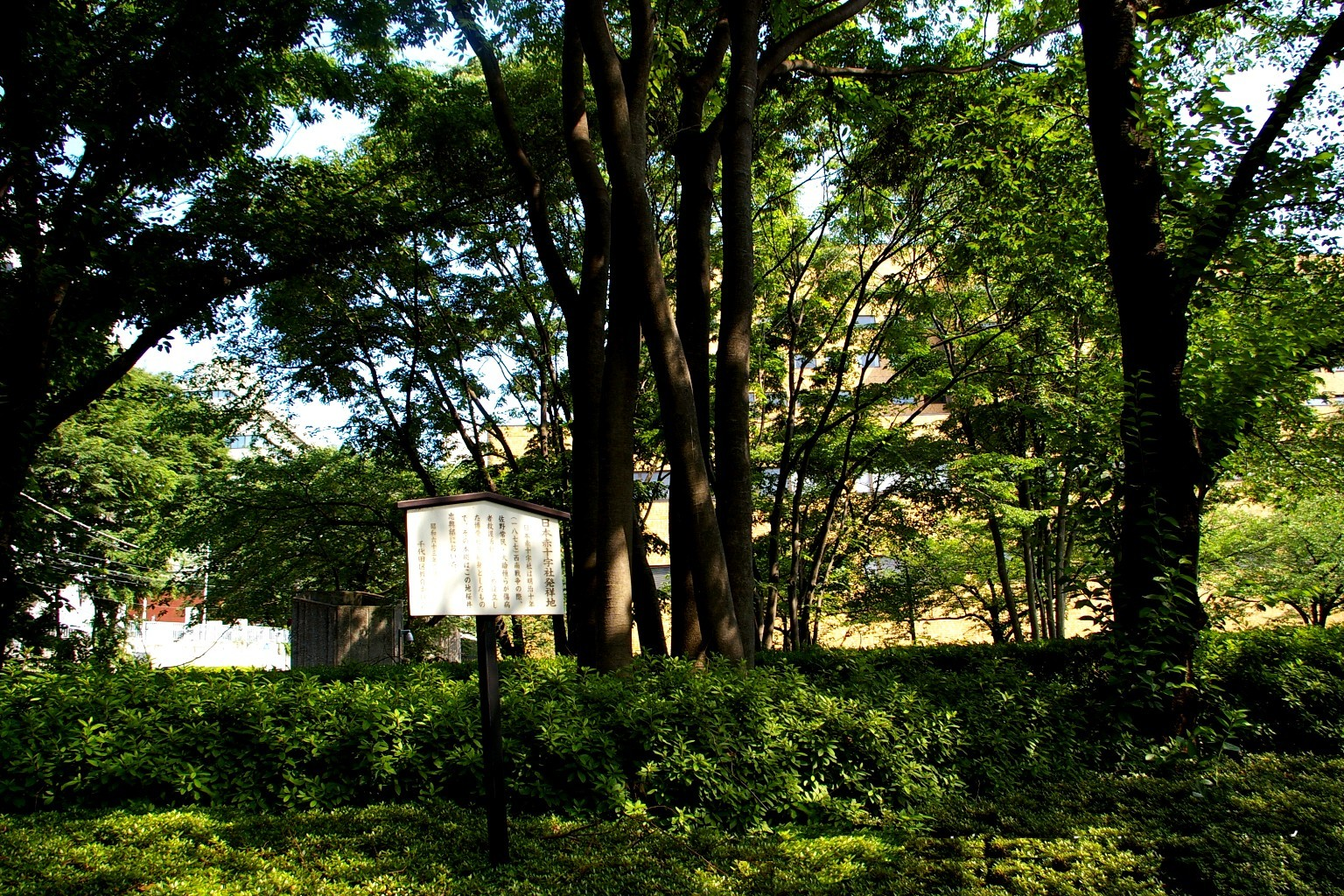
日本赤十字社発祥地(東京都千代田区、子爵桜井忠興邸跡)

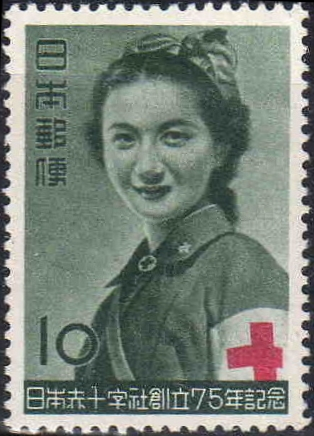
1952年（昭和27年）発行
日本赤十字社創立75年記念切手

日本赤十字社（にっぽんせきじゅうじしゃ、英: Japanese Red Cross Society、仏: Société de la Croix-Rouge du Japon、西: Sociedad de la Cruz Roja Japonesa）は、日本における赤十字社。1952年（昭和27年）に制定された日本赤十字社法によって設立された認可法人。社員と呼ばれる個人及び法人参加者の結合による社団法人類似組織である。略称は「日赤」（にっせき）。

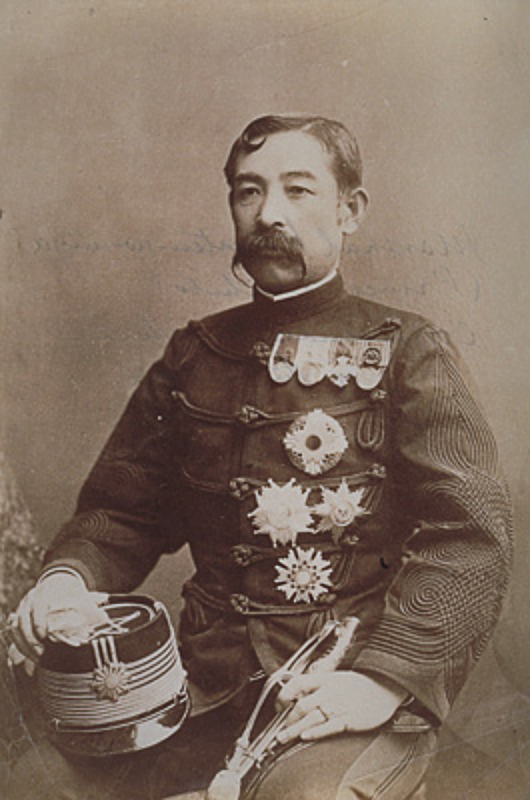
明治20年、日本赤十字社の初代総裁である小松宮彰仁親王

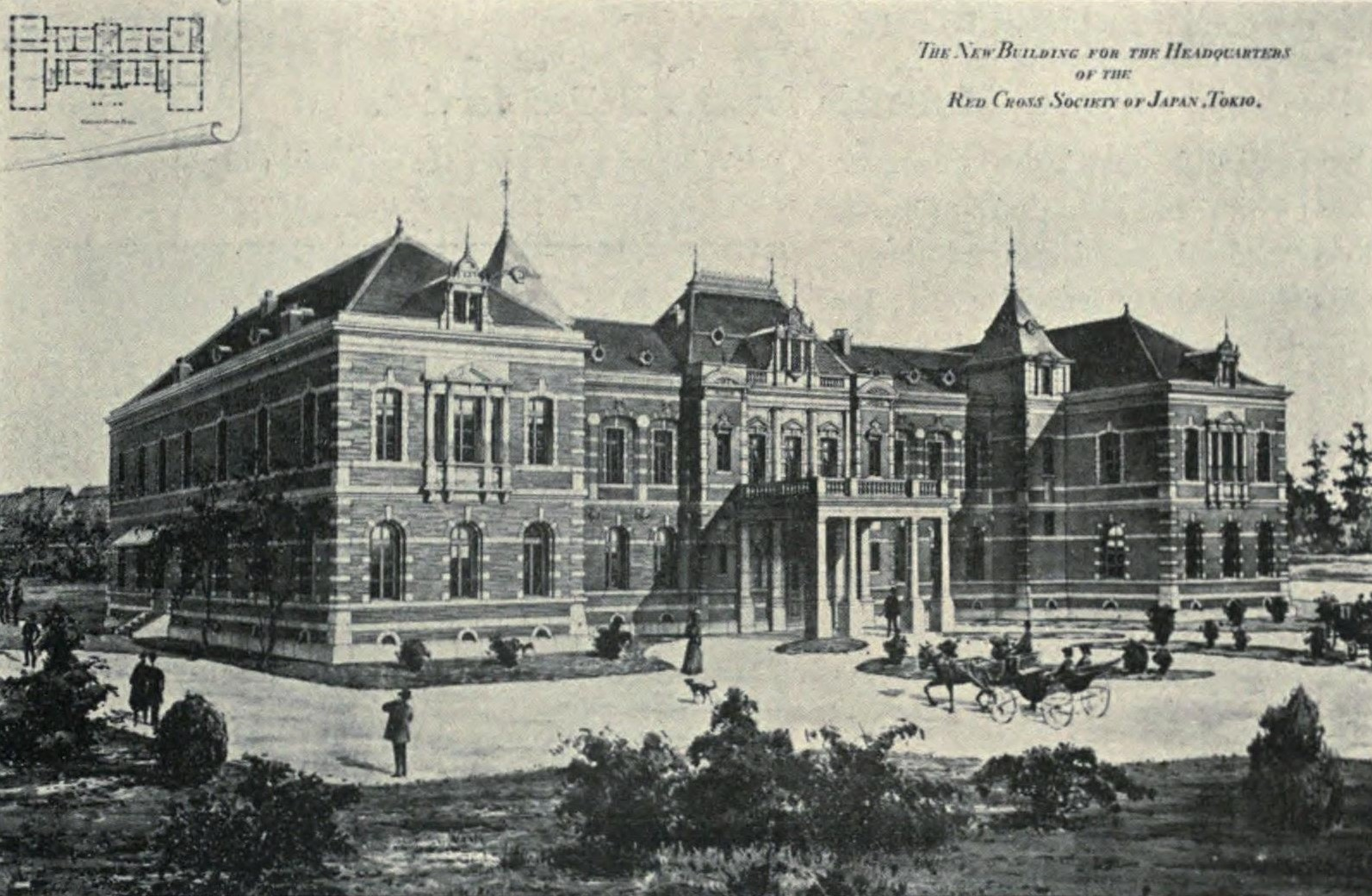
日本赤十字社本部　1910年（明治43年）当時

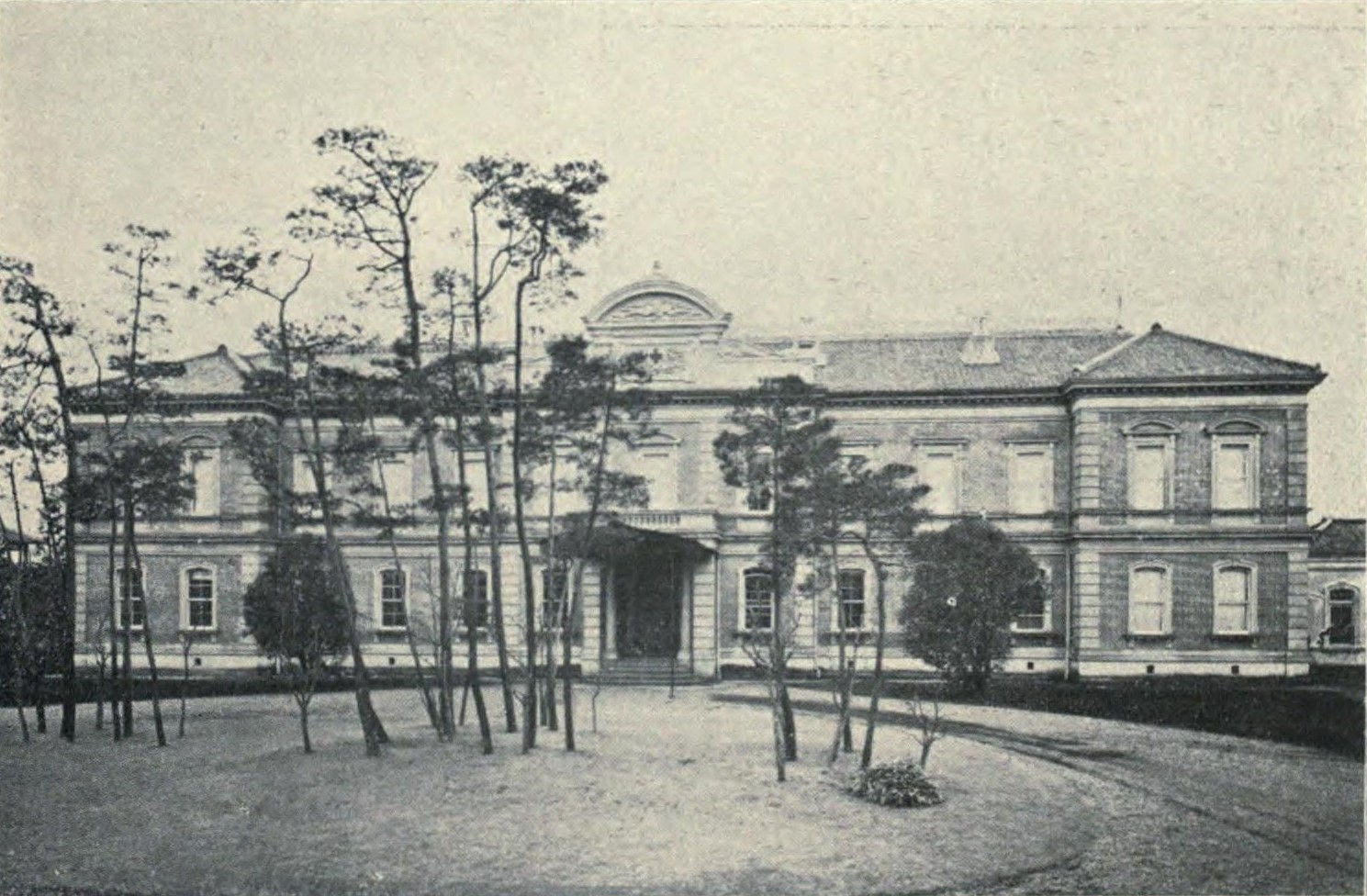
東京の日本赤十字社病院　1910年（明治43年）当時

第一次大戦で欧州に向かう日本赤十字社の医師・看護団。1915年（大正4年）

前身である博愛社（はくあいしゃ）は、1877年（明治10年）の西南戦争時に設立された。1886年（明治19年）ジュネーヴ条約に調印・批准した日本政府の方針により、翌1887年（明治20年）に日本赤十字社と改称した。
代表者である社長は、清家篤（元・慶應義塾長）。名誉総裁は、皇后雅子。代議員会の議決に基づき、名誉副総裁には文仁親王妃紀子、常陸宮正仁親王、正仁親王妃華子、寬仁親王妃信子、憲仁親王妃久子の皇族5人が在任している。
日本赤十字社は全国に91の赤十字病院、47の地域血液センターを運営し、赤十字病院は救急医療に関して、三次医療機関に指定されている。血液事業は日本で唯一献血を原料とする製剤を製造する。またセンター、病院、支部などには常備救護班（医師1名・看護師長1人・看護師2人・庶務（事務）担当の職員である主事2人の計6人で1個班が構成される）を複数個保有する。地震・台風などの自然災害時や旅客機墜落・公共交通機関の大事故など、消防で対応しきれない大人数の負傷者発生の際には、救援活動を行っている。

## 法的地位
戦前の日本赤十字社は陸軍省、海軍省管轄の社団法人、戦後は厚生省管轄を経て現在は厚生労働省管轄の認可法人であり、伝統的に皇室の援助が厚く、初代の昭憲皇太后以降歴代皇后を名誉総裁とし（日本赤十字社定款第19条）、皇太子妃または皇嗣妃ほかの皇族を名誉副総裁とする（同定款第20条）。
日本赤十字社法（以下、社法という）では、「日本赤十字社は、赤十字に関する諸条約及び赤十字国際会議において決議された諸原則の精神にのつとり、赤十字の理想とする人道的任務を達成することを目的とする（第1条）」とされ、また第2条は特に「国際性」の見出しのもと、「日本赤十字社は、赤十字に関する国際機関及び各国赤十字社と協調を保ち、国際赤十字事業の発展に協力し、世界の平和と人類の福祉に貢献するように努めなければならない。」と認可法人としては異例の定めを置いている。日本赤十字社では社法第7条により、日本赤十字社定款を定めることとされ、同社の事業は定款の定める経営・業務・資産などの規定に基づき運営されている。
日本赤十字社の基本精神は「人道・公平・中立・独立・奉仕・単一・世界性」である。
本社は東京都港区芝大門1丁目に所在し、全47都道府県に支部が設置されている。ほとんどの支部では知事が支部長に就任し、副支部長・事務局長などの役員も行政関係者（市町村長や現・元都道府県部長／局長）が多くを占めている。2024年（令和6年）3月末現在、個人社員20万6千人、法人社員7万8千法人を数える。
法律上の位置付けとしては、日本赤十字社法に基づく認可法人で、災害対策基本法及び国民保護法上の指定公共機関に位置づけられており、災害時や有事に備え、防災基本計画及び国民保護業務計画の策定と閣議の承認を経ることが義務付けられている他、災害時・有事はそれらの計画に基づいて国民の救済において国に協力することが定められている。
赤十字のマークは、赤十字の標章及び名称等の使用の制限に関する法律により、日本赤十字社及びその許可を得た者以外が使用する事が禁止されており、「違反者は6ヶ月以下の懲役又は30万円以下の罰金が課される」こととなっている。

## 歴史

### 博愛社として

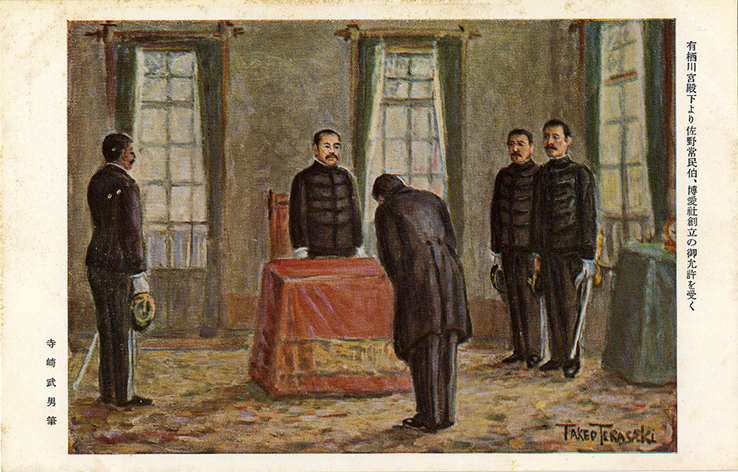
元熊本洋学校教師館ジェーンズ邸で有栖川宮熾仁親王から日本赤十字社の前身組織である博愛社設立の許可を受ける佐野常民。

日本赤十字社の前身は旧田野口藩主の伯爵大給恒（おぎゅう ゆずる）や元老院議官で後に伯爵となった佐野常民（さの つねたみ）、同じく後に子爵となる桜井忠興（さくらい ただおき）らが、西南戦争時の1877年（明治10年）に熊本洋学校（くまもと ようがっこう）に設立した博愛社（はくあいしゃ）である。佐野らは、「戦争の悲惨な状況が拡大していること」に鑑みて、陸軍省に「敵味方の区別なく救護を行う」という赤十字の精神を発現する博愛社として、救護班を派遣することを願い出た。しかし、陸軍卿代行の西郷従道（明治維新の功労者西郷隆盛の実弟）は、「内戦は国家間戦争とは異なり、逆賊＝犯罪者の救護は赤十字の救護とは言えないのではないか」と、その精神に理解を示せず、設立を許可しなかった。そこで、佐野らは元老院議長で征討総督の有栖川宮熾仁親王に直接、設立と救護班の派遣を願い出る。逆徒であるが天皇の臣民である敵方をも救護するその博愛の精神を熾仁親王は嘉し、中央に諮る事なく設立を認可した。ただ「敵味方ともに助ける」というその思想が一般兵士にまでは理解されず、反乱士族側と明治政府軍側の双方から攻撃もしくは妨害などを受け死者が出たと言われている。

### 日本赤十字社
1886年（明治19年）、ジュネーヴ条約に日本政府が調印。
1887年（明治20年）前年、ジュネーブ条約に調印した日本政府の指針により博愛社を日本赤十字社と改称。特別社員および名誉社員制度を新設し、初代名誉総裁に小松宮彰仁親王が着任した。
なお、当時西欧の王室、皇室は赤十字活動に熱心であり、近代化を目指す日本の皇室でも昭憲皇太后（明治天皇皇后）が初代名誉総裁を務め積極的に活動に参加し、正式紋章「桐竹鳳凰赤十字章（とうちくほうおうせきじゅうじしょう）」は、昭憲皇太后の宝冠のデザインを模倣して制作・制定された。同社の活動に際しては、華族や地方名望家がその指導的立場に就いた。また、当初、活動の本拠が置かれたのも、東京都千代田区の子爵桜井忠興邸であった。
1888年（明治21年）6月、支部設置を決定した他、有功章、社員章を制定した。全国に赤十字運動への理解と普及を目指す最中、1888年（明治21年）7月、福島県の磐梯山が巨大な水蒸気爆発により山体崩壊を招き、大災害を引き起こした。このため、当時国際紛争解決にむけた人道組織であった赤十字を、自然災害にも活用すべく政府に願い出た。赤十字として国際的にも例がない戦時以外の活動であったが、政府はこれを了承し、即時に救護班を現地へ派遣、救援活動を行った。
1894年（明治27年） - 1895年（明治28年）、日清戦争時には、初めて国際紛争の医療救護班を戦地に送り出した。この時、帝国陸軍近衛師団軍楽隊楽手でもあった加藤義清が出征する友人を見送りに駅に行った際、同じく大陸の戦地に向けて出発しようとしている日本赤十字社従軍看護婦達の凛々しい姿に強い感銘を受け、一夜で作詞したといわれている軍歌『婦人従軍歌』がある（従軍看護婦を唄った歌曲は世界的にも珍しく、同時に明治日本軍歌を代表する曲の一つに数えられている）。
1901年（明治34年）には明治天皇の名による勅令により「日本赤十字社条例」が設置され、「日本の陸軍大臣・海軍大臣の指定する範囲内において陸海軍の戦時衛生勤務を幇助すること」ができるようになった 。
1904年（明治37年） - 1905年（明治38年）、日露戦争が起こると、日本赤十字社は旅順など満洲で投降したロシア人捕虜の人道的な待遇に尽力した。
1914年（大正3年） - 1918年（大正7年）、第一次世界大戦時には、連合国のフランス、イギリス、ロシアからの要請に応え、3カ国に国際救護班派遣を決定。病院船「博愛」「弘済」の2隻が看護士を含む救護班を戦地に送った。また、中国山東省の青島で捕虜となったドイツ人が、日赤の援助により人道的な待遇を受けた。
1920年（大正9年）、第一次世界大戦終戦にともなう外務次官の要請により、在ウラジオストクのポーランド難民児童救済活動を行った。
1934年（昭和9年）、第15回赤十字国際会議が東京で開催されているが、軍部の勢力が拡大するにつれ、日本赤十字社による戦争捕虜への援助が困難になった。
1938年（昭和13年） - 1945年（昭和20年）、日中戦争（支那事変）では宣戦布告なしの「事変」であったため、両軍はジュネーヴ条約を適用しなかった。
1941年（昭和16年） - 1945年（昭和20年）、大東亜戦争が勃発すると、赤十字救護班は積極的に戦地に赴き、多数の殉職者を出すこととなった。一方、日本軍が東南アジア方面で数十万人にのぼる欧米人（軍人、民間人を問わず）を収容所に収容したが、「国際赤十字委員会や日本赤十字社が積極的な救護活動をしなかった」として連合国側のマスメディアから非難があった。

### 戦後
大東亜戦争終結後、捕虜とともに民間人として現地に抑留された救護班は、収容された日本人に対する救護を行った。
敗戦直前の広島と長崎の原爆被害者に対して、国際赤十字委員会と日本赤十字社は積極的に救護を行い、現在でも、日本赤十字社は広島市と長崎市に原爆症患者を救護する病院を経営している。
また、連合国軍占領下の日本では、衛生状態が深刻な状態にあり、赤十字では駅などに救護所を設けて、病院内外での救護活動を活発に行った。

## 沿革
＜この節の主な出典：＞

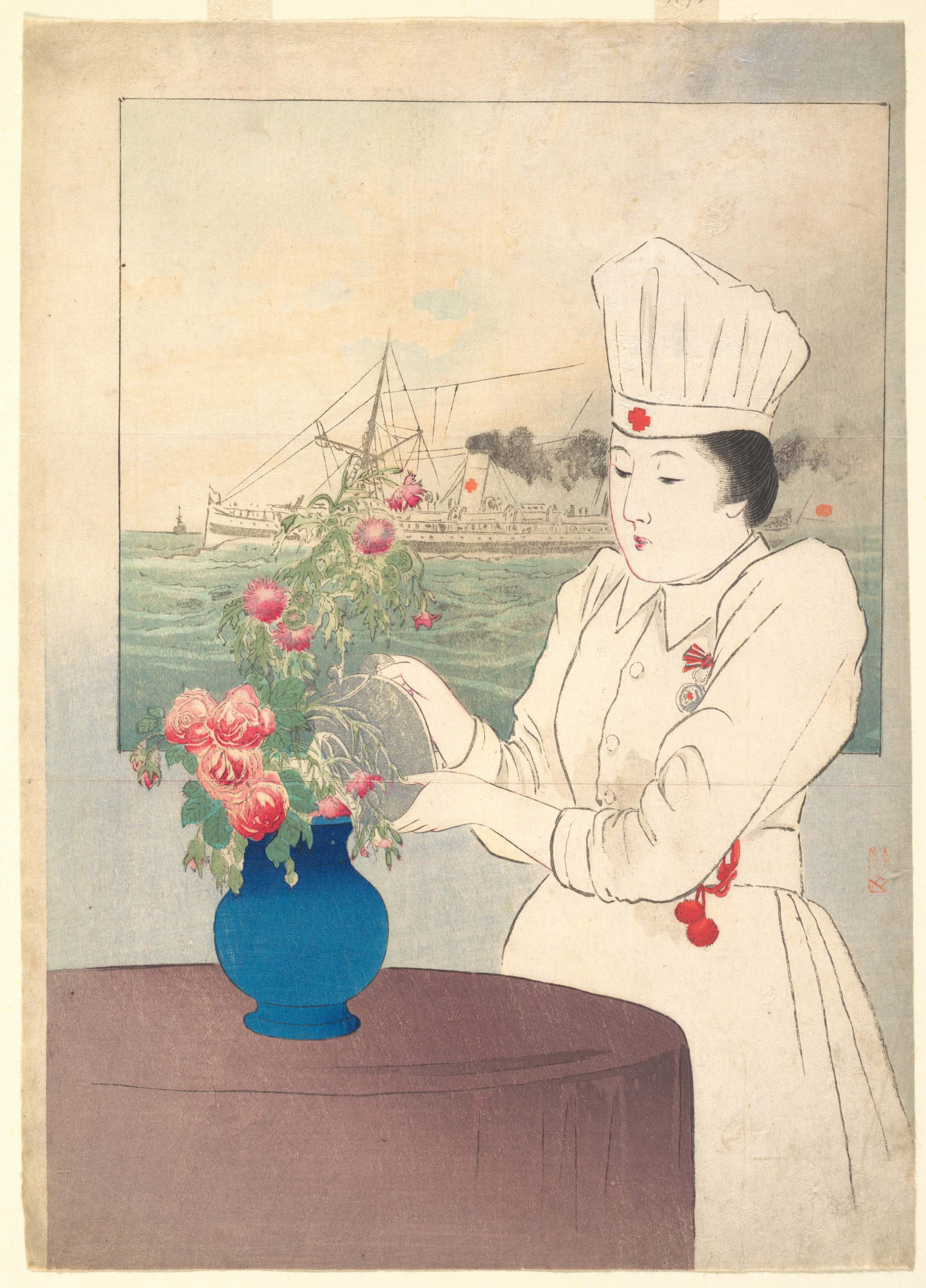
武内桂舟画「看護婦」1904年。奥に病院船が描かれている

- 1877年（明治10年） - 前身の「博愛社」創立。当時の標章は日章の下に赤線一本（「ジュネーブ条約」未加入であったため、赤い十字と類似の記号を用いることを避けて暫定的標章を作成することとしたが、その過程でキリスト教を嫌悪していた公家出身の三条実美太政大臣の「耶蘇のしるしじゃ」の一言で一本線になったと伝承されている）。
- 1886年（明治19年） - 博愛社病院開設（赤十字病院のはじまり）。ジュネーヴ条約に加入。
- 1887年（明治20年） - 「日本赤十字社」に改称（赤十字の標章を使用し始める）。
- 1888年（明治21年） - 磐梯山噴火で世界初の平時救護（それまでの赤十字社の活動は「戦時救護」のみ）活動・日赤初の災害救護活動でもある[23]。
- 1890年（明治23年） - オスマン帝国（現在のトルコ）特派軍艦のエルトゥールル号遭難事件に際して救護班を派遣する[24]。
- 1894年（明治27年） - 日清戦争において、初めての戦時救護活動（～95年）、約1,400人が従事。
- 1904年（明治37年） - 日露戦争において、152の救護班、約5,170人の救護員を満州や朝鮮などの戦地、大陸と日本を往復する病院船、また国内の軍病院などに派遣し、日本兵、ロシア兵捕虜ともに救護した[25]。
- 1912年（大正元年） - 当時の皇后（後の昭憲皇太后）から国際赤十字に基金下賜、昭憲皇太后基金 "Empress Shoken Fund"誕生。
- 1914年（大正03年） - 第一次世界大戦（西部戦線）に看護婦らを派遣。わが国初の国際救護活動の開始[26]。虚弱児童を対象にした避暑保養所開設（社会福祉事業のはじまり）。
- 1920年（大正09年） - ロシア革命で取り残されたポーランド孤児救済を実施する（第1次）。
- 1921年（大正10年） - 関東大震災で救護活動、救療患者総数17万5,471人[27]。
- 1942年（昭和17年） -太平洋戦争（大東亜戦争）に際して捕虜救恤委員部を設置する。
- 1950年（昭和25年） - 昭和天皇、香淳皇后が芝公園の本社を視察[28]。
- 1952年（昭和27年） - 日本赤十字社法施行、血液銀行開設。
- 1959年（昭和34年） - カルカッタで朝鮮赤十字会（北朝鮮の赤十字組織）との間で在日朝鮮人帰還協定が締結（在日朝鮮人の帰還事業）。

※この後も国内外での戦争、紛争、大規模災害などの直接・間接的な救援活動は数知れず。
※阪神・淡路大震災では各国赤十字社の救援を受けた。特にスイスからの災害救助犬の派遣は前例がなく受け入れにスムーズさを欠いたが、活動開始後は被害者の救出に威力を発揮し、災害救助犬の重要性を認識させた。
- 1960年（昭和35年） - 戦後初の医療班海外派遣（コンゴ動乱）。新潟日赤センター爆破未遂事件。
- 1985年（昭和60年） - 群馬県御巣鷹山の日航機墜落事故に救護班派遣。
- 1995年（平成07年） - 阪神・淡路大震災で救護活動。医療救護班の派遣：延べ981個班（延べ5,959人）[29]。
- 2011年（平成23年） - 東日本大震災で救護活動（約6か月間に及ぶ長期間の救護班派遣。総数896 個班、6,492 人が従事[30][31]。）、生活再建支援事業などの復興支援[32]。
- 2016年（平成28年） - 日本赤十字社発祥の地とされる洋館「熊本洋学校教師館ジェーンズ邸」が、4月16日未明の地震（2016年熊本地震）で全壊した[33]。

## 事業
47の各都道府県支部の下に病院や診療所、血液センター、献血ルーム（献血ルームは血液センター出張所の位置付け）、福祉施設などがあり、また看護師養成の日本赤十字看護大学（設置者は学校法人日本赤十字学園）や専門学校を持っている。
また、赤十字の思想目的に賛同するボランティアで構成される「奉仕団」を持ち、通常時は事業の支援活動（主として催事での手伝い）を、災害時には無給で救援活動を行なう。主として地域組織に原点を持つ“地域”、学校単位で学生により構成される“青年”、アマチュア無線家や応急処置技術指導者、自家用操縦士、スキーヤーなど特殊技能の保持者で構成される“特殊”の3種がある。

### 血液事業

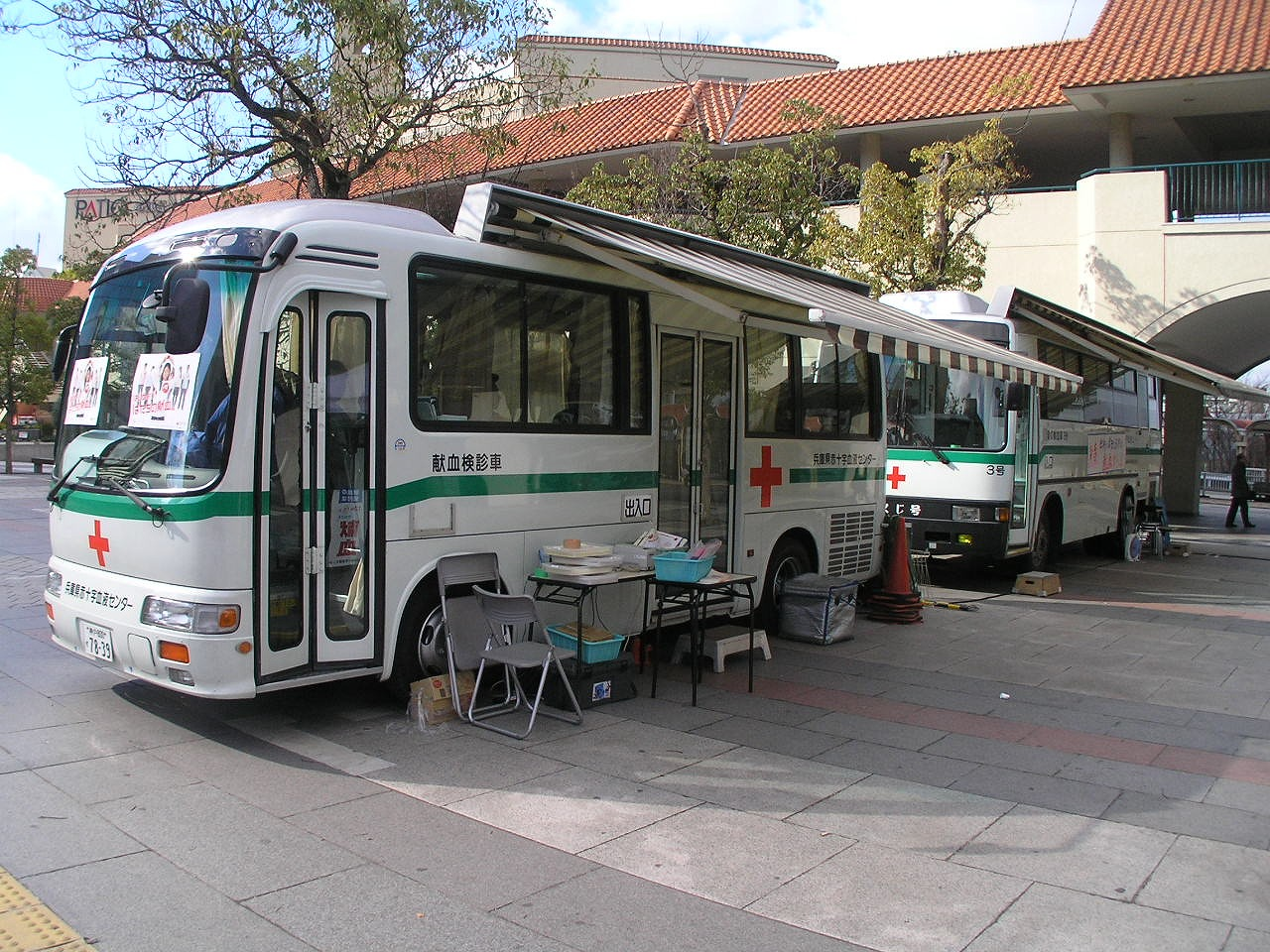
献血バス

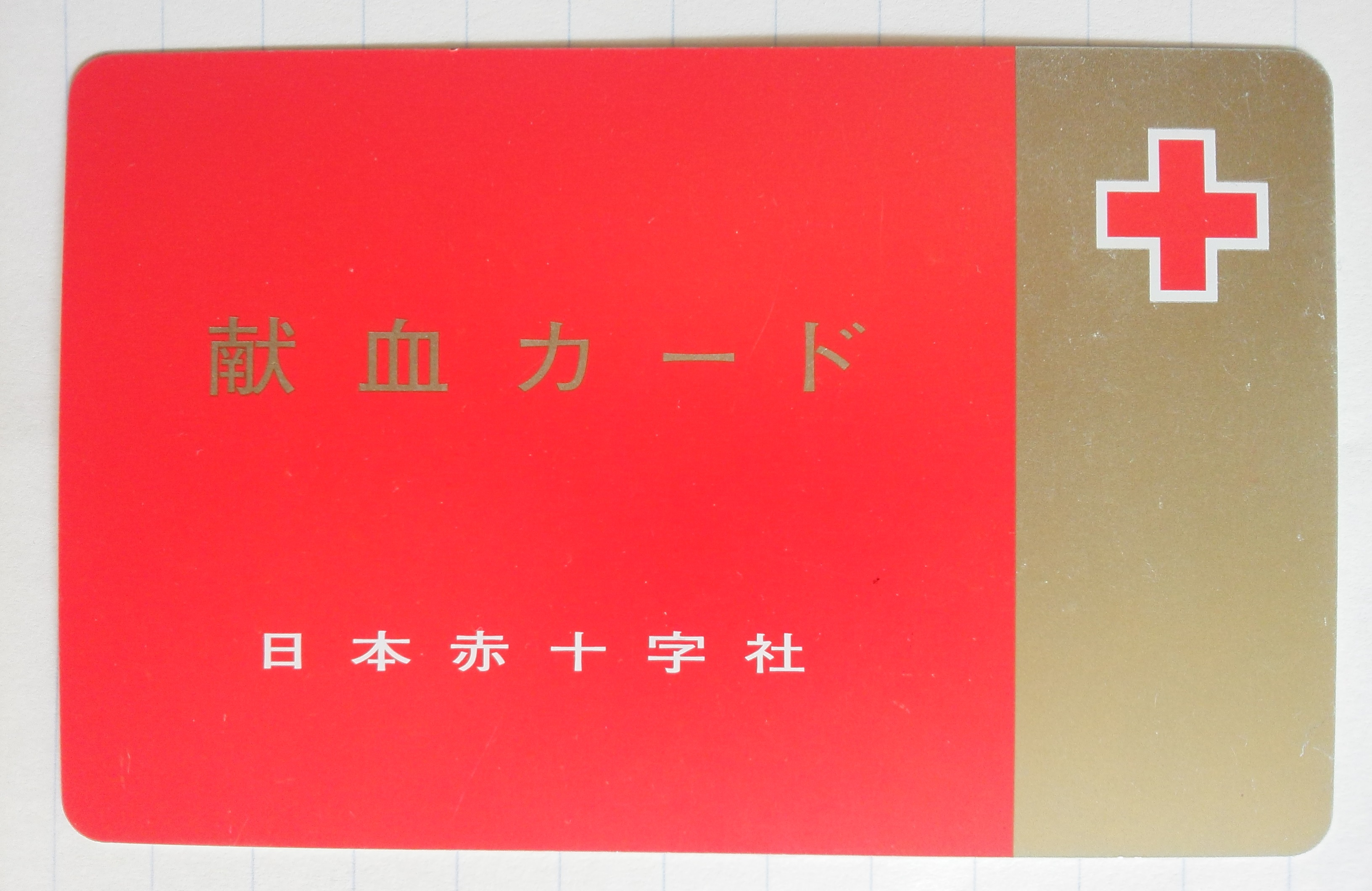
献血カード

血液事業では、日本で唯一、献血の受け付けや、献血を原料とする血液製剤を製造し、医療機関への供給を行っている。また、1991年（平成3年）以降は有償採血が事実上廃止となったため、血漿分画製剤の原料として献血に基づく血液を製薬会社へ供給している。ただし、献血のみでは国内での血液需要を満たせない現状がある。2012年（平成24年）、血漿分画事業部門が、田辺三菱製薬の血液製剤部門である株式会社ベネシスと分離統合し、一般社団法人日本血液製剤機構となった。
血液製剤の供給のための体制としては、日本赤十字社が国内各地に設置する各血液センターにおいて、管内で災害が発生し、血液製剤が必要になった場合に備え、一定量の血液製剤を備蓄している。備蓄量を上回る需要に対しては、全国の血液センター間で相互に融通し合う体制を整備している。
さらに、日本赤十字社では、1978年（昭和53年）よりアジア・太平洋地域の姉妹赤十字・赤新月社から血液事業研修生を受け入れ、血液事業の幹部職員を育成し、研修生の母国での活動促進に貢献している。2002年（平成14年）までの受け入れ実績としては、17ヶ国・279名の研修生を受け入れ研修を実施している。また、日本赤十字社はアジア地域赤十字・赤新月血液事業シンポジウムを開催している。このシンポジウムでは血液事業に関する各国の代表者が情報の交換を通して、輸血感染症の予防、血液型検査と試薬の製造、献血者募集、品質管理などの技術的側面に焦点をあてながら、それぞれの事業に基づき培った経験の分かち合い、アジア地域における血液事業の発展と協力関係の強化を図っている。
血液事業の採算は厳しく、血液の採取、運搬、保存などに経費が掛かるため多額の赤字を出していた時期もある。1969年度には1億3000万円の赤字が出た。ため、1970年以降、断続的に輸血用血液の値上げが行われた。

### 赤十字病院
赤十字病院は第3次医療機関に指定されている。
2023年（令和5年）4月1日現在

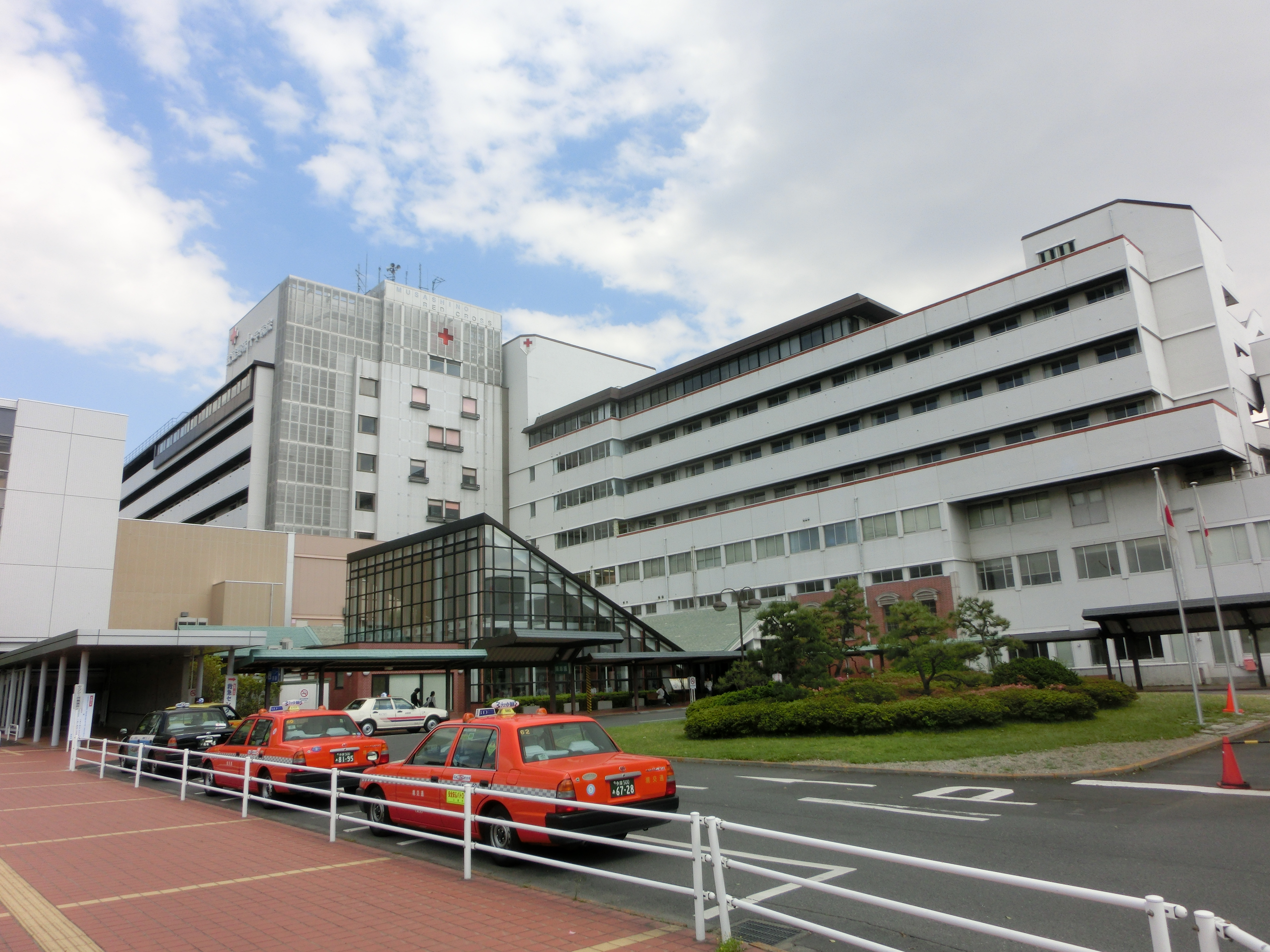
武蔵野赤十字病院

- 病院91箇所（うち分院（岡山赤十字玉野病院）1箇所、地域周産期母子医療センター（東京かつしか赤十字母子医療センター）1箇所）
  - 日本赤十字社医療センター（東京都渋谷区広尾）
- 診療所5箇所（うち健康管理センター2箇所）

広尾の医療センターのみが本社の直属で、各地の赤十字病院（○○赤十字病院など）の病院施設は、都道府県支部に所属し、下記を除く各県に設置されている。
- かつて病院が存在していた県：山形県、奈良県
- かつて診療所が存在していた県：宮崎県

### 災害救護活動

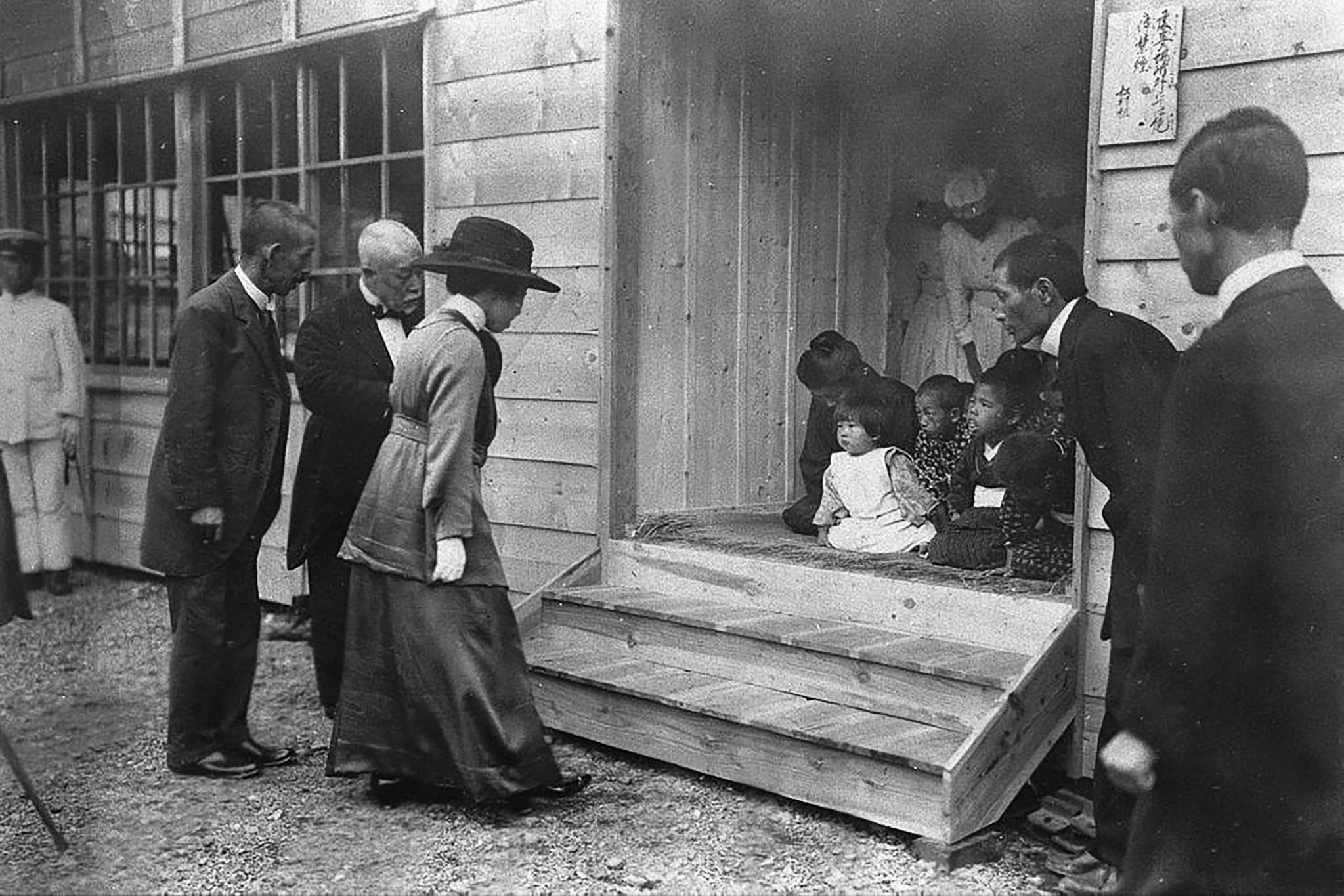
1923年（大正12年）9月15日、関東大震災の時、被災者で溢れる赤十字病院を慰問する貞明皇后（日本赤十字社第2代名誉総裁）

日本赤十字社においては、地震や台風などの自然災害や航空機・列車事故等の交通災害などが発生すると、被災者を救護するため、直ちに医療救護班を被災地に派遣し災害救護活動を実施している。災害救護活動は、主に医療救護、救援物資の配分、義援金の受付・配分、血液製剤の供給、その他のボランティア活動からなる。
災害時の医療救護の体制としては、日本赤十字社では自然災害や事故など人的災害に備えて、各地の赤十字病院の医師、看護師、主事（事務職）で編成される救護班を、全国に470班編成しており、災害が発生すると、被災地にただちに救護班を派遣し、救護所の開設、避難所の巡回診療等の医療救護を実施している。
災害時の救援物資の配分の体制としては、日本赤十字社が全国に備蓄している毛布、緊急セット、安眠セットなどの救援物資を整備している他、同社の各都道府県支部が地域性を考慮し、独自に必要と思われる物資について備蓄している。

### チャリティ活動
日赤への寄付金に関しては、特定公益増進法人（公益の増進に著しく寄与する特定の法人）への寄付金として、税制上の優遇措置（寄附金控除）を受けることが可能である。毎年12月にはNHKと連携し「海外たすけあい」募金を実施している。
災害発生時には国内の義援金（海外の場合は「救援金」）をとりまとめる機能も果たしている。近年では、災害時においてインターネット上でクレジットカードなどを通じて義援金（海外は救援金）を行えるウェブサイトが増加しているが、これらの募金の受付先も日本赤十字社であることが多いが、国内災害の場合は、被災都道府県の設置する「義援金募集委員会」に集められ、都道府県の義援金配分委員会によって、被災された方々に交付される。海外救援金の場合は、現地ニーズに応じる形で、必要な支援物資等が購入される。例として、Yahoo! JAPANが壁紙データを購入する形で、Amazon.co.jpが“募金”という商品を購入する形で募金を行った。平時においても「赤十字オリコカード」によって利用額の0.5%が、「赤十字DCカード」によって利用額の1%がカード会社から寄付される。
義援金の配分のための体制としては、義援金は日本赤十字社だけでなくマスメディアなどを通じて、多くの団体で受付けられることから、被災者に配分するために1ヶ所にとりまとめる必要がある。そのため、義援金を取り扱う第三者機関として、被災自治体、日本赤十字社、報道機関などで構成される義援金配分委員会が設置されることとなり、義援金配分委員会により、各機関で受付けた義援金をとりまとめられて、配分基準が作成され、被災者への配分が決定される。
その他の活動としては、日本赤十字社に加入するボランティア「奉仕団」などによる支援活動がある。奉仕団員に対しても、10人以上が被災する事故が発生した事を知った場合には、積極的に支部に通報し（災害通報）、出動の一助となる事が推奨されている（現場を管轄する都道府県支部に着信する全国共通のナビダイヤルが2006年（平成18年）から導入された）。設立後、最初の災害救護活動を実施した1888年（明治21年）の福島県磐梯山噴火、1923年（大正12年）の関東大震災、1985年（昭和60年）の日航ジャンボ機墜落事故、1995年（平成7年）の阪神・淡路大震災、2004年（平成16年）の新潟県中越地震などが大災害の例として挙げられる。
日本国外の大災害へは、資金・物資の援助を行うことが多いが、スマトラ島沖地震（2004年（平成16年））、パキスタン北部地震（2005年（平成17年））では、医師・看護師を含む人員を派遣し、各国の赤十字と連携して被災者の救援や復興の支援にあたっている。 → #国際活動を参照。

#### 東日本大震災等への義援金
上述のように、寄せられた義援金は全額被災者に分配される。また日本赤十字社の運営は「社員」（＝会員）からの寄付金や、「日本赤十字社の運営のための」寄付金で賄われており、義援金が日本赤十字社のスタッフの給与や事業活動（災害支援活動や被災者の救護活動など）、被災地の復旧事業などに使われることはない。全額被災者に分配される。
「義援金」は国内の災害に対して寄せられるもので、海外での災害や紛争に対して寄せられるものは「救援金」と呼ぶ。救援金は被災国の赤十字（赤新月）社に寄せられて、現地での救援活動や復興支援活動等に使われ、被災者には直接分配されない。

### 国際活動

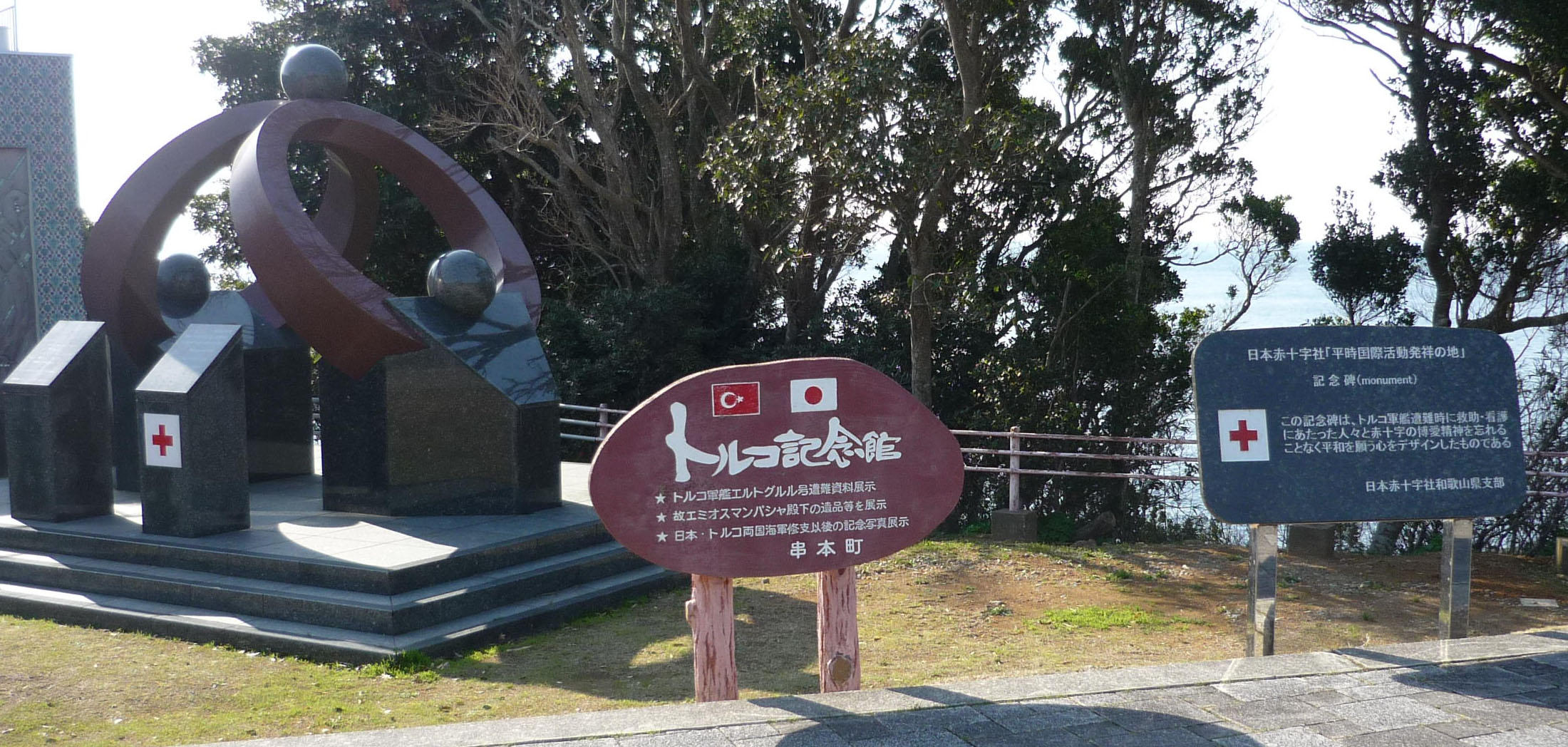
日本赤十字「平時国際活動発祥の地」記念碑　串本町

日本赤十字社は日本国外の災害などにおいても救援事業を実施しており、これを「国際活動」という。
日本赤十字社の国際活動は、国際赤十字赤新月社連盟、その他、当事国や援助国の赤十字・赤新月社との協力関係の下に実施される。
援助の方針としては、紛争や災害の被災者、とりわけ高齢者、女性、子供などや開発途上国などにおいて深刻な健康問題に苦しむ人々を支援することとされている。主な救援活動としては災害救援、災害対策、保健衛生・医療・福祉増進などの事業について実施している。
その他、国際赤十字運動の強化に向けた貢献をなすこと、 さらに同社の国際活動をより強化していくため、人道問題について広く日本国民の理解と義援金・支援を呼びかけることとされている。 これまで日本赤十字社では48億7千万円もの義援金を国際活動に投じ、67ヶ国もの国々において救援を実施してきている。
災害対策、保健衛生医療などの活動としては、飲料水供給・衛生環境改善などの開発協力が大きな意義を果たし、こうした支援を通じて不衛生な環境のために苦しむ人々や伝染病の拡大防止を図ることなどがされている。
また、日本赤十字社が手がける事業に、安否調査がある。これは、戦争や紛争が発生すると、被害（被災）者が家族や友人と離散する事態が多数発生することから、家族や友人との間の通信手段がない場合に際して、赤十字通信という手紙を使用して、連絡手段を確保するなどのことがされている。なお、平時国際活動発祥の地は、和歌山県東牟婁郡串本町の潮岬で、エルトゥールル号遭難事件に際し、地元住民等の献身的な活動に由来する。

### 事業の成果
機関紙「赤十字新聞」を発行。また、支部レベルでの広報紙を発行するところもある（東京都支部の「日赤とうきょう」、埼玉県支部の「日赤さいたま」）。

#### 日本における事業の成果
- 近年では、1995年（平成7年）阪神・淡路大震災（兵庫県南部地震）、2004年（平成16年）新潟県中越地震、2011年（平成23年）東日本大震災（東北地方太平洋沖地震）への奉仕団・災害救護ボランティア・医療チームの派遣や、献血の供給。
- 北朝鮮による日本人拉致問題として、曽我ひとみさんら拉致被害者を日本に帰国する際の朝鮮赤十字会（北朝鮮の赤十字組織）との折衝。

#### 日本国外における事業の成果
- 近年では、2004年（平成16年）末のスマトラ島沖地震（津波）、2005年（平成17年）のパキスタン地震の際には資金援助のほか医療チームが派遣された。
- 2005年（平成17年）のハリケーン・カトリーナや2006年（平成18年）のフィリピンの地すべりなどでは、資金援助を行った。フィリピンには救援物資の拠出も計画。

### 青少年赤十字
青少年赤十字（Junior Red Cross）の事業は、主に小学校・中学校・高等学校の学校教育の中で行われ、日常生活において社会貢献、国際親善を実践していこうという事業である。学校単位での加盟となり、その加盟対象には、「JRC部」などの名称によるクラブ活動と、「全校加盟」と呼ばれる生徒会による活動とがあり、加盟時点で区別される。原則、年度末までの加盟となる。
毎年、新年度には、都道府県ごとに加盟校の代表生徒が集合して加盟式を行う例が多い。
『トレーニングセンター』『スタディセンター』について
毎年、8月頃に各県支部の細かい地区主催で地区ごとの参加者で行うトレーニングセンター、12月に県支部主催で県内参加者が一つの会場に集い行うスタディセンターという研修会が開催されている。（各支部によって異なる。）
各会の意義としては赤十字の歴史、活動内容、リーダーとして、又は求められる素質など青少年赤十字の一員として、もしくは人生を歩むにあたって重要な事などを青少年赤十字の態度目標にも有るように「気づき、考え、実行する」にある行動目標に合致するような内容を学ぶ。
なお、スタディセンターはトレーニングセンター修了者のみ参加可能。
「mt・fuji」国際交流会について
基本的に、2年に一度11月に静岡県御殿場市にある「YMCA東山荘」にて、日本赤十字社が主催するアジア圏内の約22ヶ国2地域の青少年赤十字や赤新月社の青少年メンバーが集まる「mt・fuji」と呼ばれる交流会がある。目的として各国の郷土文化や地域の赤十字・赤新月の活動を報告したり各国メンバーとの交流を目的とする国際交流会がある。
青少年赤十字の態度目標
「気づき」「考え」「実行する」
誓いの言葉
「わたくしは、青少年赤十字の一員として、心身を強健にし、人のためと郷土社会のため、国家と世界のためにつくすことをちかいます。」
青少年赤十字の歌のレコード
- 「空は世界へ」（指揮：貫見進一郎、斉唱・独唱：天保山中学校合唱隊、ピアノ伴奏：浦上洋子）十字屋DMー3165（DSXー428）
- 「青少年赤十字の歌」（指揮：貫見進一郎、斉唱：天保山中学校合唱隊、ピアノ伴奏：浦上洋子）十字屋DMー3165（DSXー429）

## 財政
| 会費・寄付金・海外への救援金 | 335.0億（71.3%）            |
| 継続事業のための繰入金       | 50.4億（10.7％）            |
| 国庫補助・公益補助金         | 5.2億（1.1%）               |
| 国庫委託金等                 | 1.0億（0.2%）               |
| 前年度繰越金                 | 48.4億（10.3％）            |
| その他                       | 30.0億（6.4%）              |
| 災害義援金                   | 8.3億（一般会計には含まず） |
| 歳入合計                     | 470.0億円                   |

財政は一般会計、医療施設会計、血液事業会計、社会福施設会計に分かれる。いずれの特別会計も、単体で黒字決算であった（令和4年度）。
医療施設会計に関しては令和元年度まではマイナスの決算であったが、その後は毎年度、黒字化を達成している。
毎年5月には社資増強運動（≒募金寄附金活動）を行う。社費（会費）を年2000円以上納め会員（社員）への登録意思を示せば、「日本赤十字社会員（社員）」として登録されるほか、社員登録をせず寄付金の形で納めることもできる。日本赤十字社では社費と寄付金を合わせて「社資」と称し、主要な資金源としている。社員加入後10年以内に一括または分割で2万円以上の納付があれば、特別社員の称号が贈呈される。
社資および社資の募金活動を行う「奉仕者」は、行政や町内会組織を通して集める（日本赤十字社の地区長・分区長となっている市町村長が町内会組織に社資の集金活動を行わせる）ため以前から強制的な「割当」になっていると指摘されて来た。現在でも、「町内会として集める断りにくい状況で、あるいは町内会費と一括の形で社資を強制的に徴収される」「町内会の班長などが日本赤十字社のための集金活動を強制される」被害を生じさせ、民事裁判に発展するなど問題になっている。

## 日本赤十字社の制度

### 社員制度
日本赤十字社の事業を支えているのは、ボランティアや血液提供者、同社職員など多くの主体だが、同社の財政面、あるいは事業の予算面において大いに寄与しているのが、会員（法律上は「社員」）といわれる人々である。会員の権利及び特典は、代議員を選出し、また代議員に選出されることである。もっとも、実際の運用上は、代議員は各都道府県の支部に設置された評議員会において選出されることとなっており、その評議員会の構成員である評議員を選出する各市区町村ごとに設置されている地区又は分区ごとの評議員選出に際し、評議員候補者に対して異議を述べる権利（候補者の公告がされてから7日以内に当該地区または分区の会員の3分の1以上の異議があった場合はその候補者は評議員に選出されない。）が与えられているに過ぎない。
社費とは「活動資金」・「事業資金」であり、「緊急救援」・「被災者支援」や「災害義援金」の寄付では表彰の対象にはならない。
日本赤十字社本部に寄付をすると、寄付者の住所がある都道府県の支部に引き渡され、改めて支部に寄付がされる。
日本赤十字社の社員については、法及び定款の中で、性別や国籍、門地で差別されないことと定められており、誰でも就任することができる。会員（法律上の「社員」）の資格は年額2000円以上の会費（法律上の「社費」）を納めることとされる。また、10年以内に通算2万円以上の社資を納入した社員には、特別社員の称号が贈呈されることとなっている。さらに、同社の経営に重要な関係があるとされる社員には、名誉社員の称号と名誉社員章の交付がなされることとなっている（表彰制度の項を参照のこと）。

### 表彰制度
受章者には、東京都渋谷区の明治神宮会館で開催される全国赤十字大会への出席権が与えられる。これには、日本赤十字社名誉総裁である皇后と名誉副総裁皇族数名が出席している。
寄付の表彰と献血の顕彰・表彰は別々の物として区別される（献血の金色有功章を受賞しても寄付の金色有功章も受章できる）。
受賞者には各都道府県で開催される献血感謝のつどいへの出席権が与えられる。招待状が届くので出席か欠席のどちらかを選ぶ必要がある。欠席者には下記の品が郵送される。
- 表彰・顕彰の有功章（70回の銀色有功章と100回の金色有功章が対象）
- 表彰状
- 感謝状
- 表彰者名簿

などが贈呈される。

#### 国の表彰
紺綬褒章と厚生労働大臣感謝状の受章の可否は、日本国政府の基準により決定される。 国の表彰には期間が定まっている。
- 個人は500万円以上、法人・団体で1,000万円以上（累計はできないが、何回でも申請できる）
  - 紺綬褒章上申（勲章型で、回数毎に銀の飾版[47]が追加される）と章記（褒状と記す支部もある）飾版が5枚以上だと金の飾版1枚と引き換えになる。寄付が1500万円以上の寄付者になど多額に上る場合には、併せて賞杯（桐紋付きの木盃）が授与される[48]。
  - 最初の寄付日から最大3年以内に500万円の寄付が対象となる。
- 個人は100万円以上500万円未満、法人・団体で300万円以上1000万円未満、同一年度内（4〜3月の間、同一年度で累計可能だが、同一年度で申請できるのは1回のみ）
  - 厚生労働大臣感謝状
  - 同一年度内に100万円以上の寄付が対象となる。

#### 日本赤十字の表彰

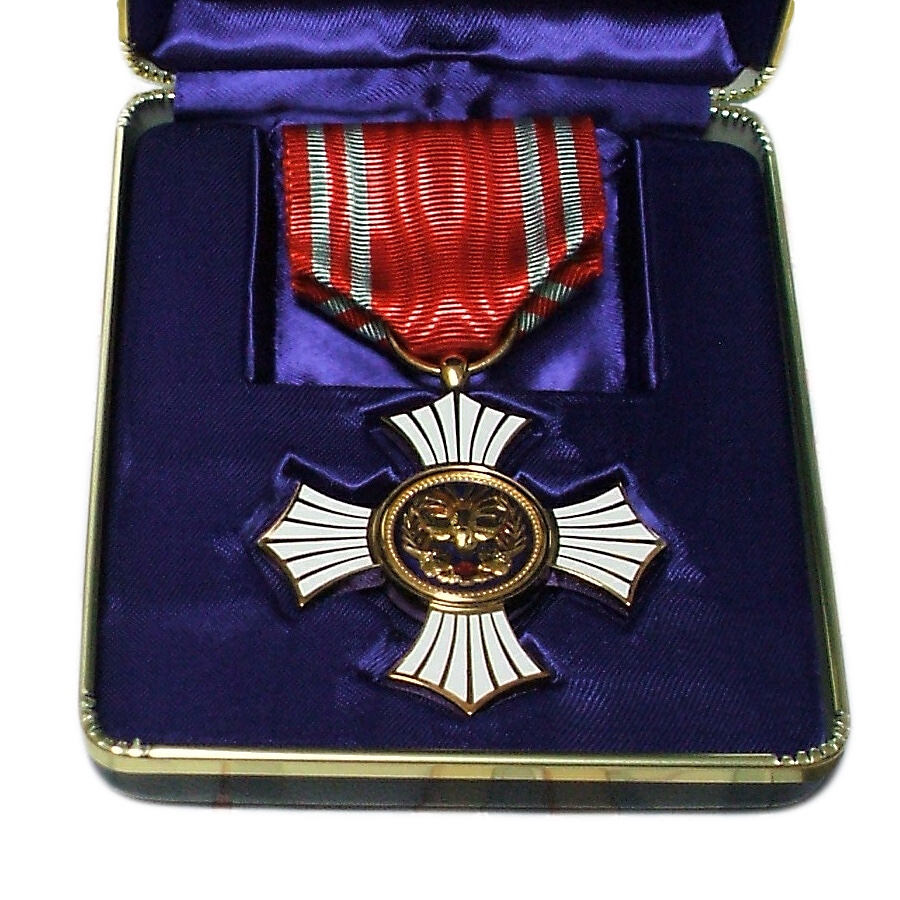
金色有功章（勲章式）

日本赤十字の表彰には寄付金の通算で定められている。
- 100万円以上の寄付後（日本赤十字社金色有功章受賞後、50万円の寄付）
  - 社長感謝状（功労感謝状と記す支部もある、支部により無い所もある）と有功賞記
- 50万円以上の納付
  - 日本赤十字社金色有功章（個人は勲章型と法人は楯型の2種類で、回数毎に飾版が追加される）と略章、陶器製の門標の贈呈（支部により無い所や異なるところもある、通算の場合は毎年5万円以上の社費を納め、その合計額が50万円以上の金額に達したもの）
- 20万円以上の納付
  - 日本赤十字社銀色有功章（楯型で、回数毎に飾版が追加される）と陶器製の門標の贈呈（支部により無い所や異なるところもある、通算の場合は毎年2万円以上の社費を納め、その合計額が20万円以上の金額に達したもの）
- 10万円以上の納付
  - 支部長感謝状（支部により無い所もある）
- 2万円以上の納付（特別社員の称号）
  - 称号付与通知書ないし、感謝状と金色の特別社員章（バッジ式）、アルミ製や木製、合成樹脂の門標、シールの贈呈（支部により無い所や異なるところもある）。通算の場合は、毎年2000円以上の社費を納め、その合計額が2万円以上の金額に達したもの。

#### 献血表彰・顕彰（賞杯）
顕彰（賞杯）
- 10回記念品：青のガラス器
- 30回  〃　 ：黄のガラス器
- 50回  〃　 ：緑のガラス器
- 50回以上献血者が満60歳を迎えて最初の献血：感謝状と記念品（白のガラス器）
- 50回以上献血者が満68歳を迎えて最初の献血：感謝状（65歳から69歳の献血は、献血者の健康を考え、60歳から64歳の間に献血経験がある者に限定される）

表彰
- 70回：銀色有功章（銀色のガラス杯）と感謝状の贈呈
- 100回：金色有功章（金色のガラス杯）と感謝状の贈呈
- 多回数献血功労者：200回や300回など、感謝状を贈呈される度に何度でも表彰される。

なお、従来は献血回数に応じて献血功労章（ピンバッジ）、特別社員章の贈呈がされる表彰制度も存在した。

### 日本赤十字社の授与する称号
日本赤十字社では、功労ある役員並びに社員に対して表彰に際して同社の定款に基づき称号を贈る制度がある。
- 社長として多年、功労ある者に名誉社長の称号が贈られる（日本赤十字社定款第34条の2）。
- 同社において重要とされる社員には名誉社員の称号が贈られる（日本赤十字社定款第17条の2）。
- 多額の社資（通算2万円以上）を納めた社員並びに特別の功労ある社員（長期にわたる献血協力などをした人や団体 社員でなくてもよい）には特別社員の称号が贈られる（日本赤十字社定款第17条）。
- ※なお、特別社員の称号は近年まで3万円以上の社資出資社員に金色特別社員を、1万円以上の社資出資社員に銀色特別社員の称号を贈っていたが、これを統合し、通算2万円以上の社資出資社員に対して特別社員の称号を贈るよう制度改正されている。

### 日本赤十字社の資格認定
救急法
- 赤十字ベーシックライフサポーター認定証
- 赤十字救急法救急員
- 赤十字救急法指導員
- 赤十字救急法講師

水上安全法
- 赤十字水上安全法救助員I
- 赤十字水上安全法救助員II
- 赤十字水上安全法指導員I
- 赤十字水上安全法指導員II
- 赤十字水上安全法講師

雪上安全法
- 赤十字雪上安全法救助員I
- 赤十字雪上安全法救助員II
- 赤十字雪上安全法指導員
- 赤十字雪上安全法講師

健康生活支援講習（旧家庭看護法）
日本赤十字社は、これまでの赤十字家庭看護法の見直しを行い、2009年（平成21年）度から赤十字家庭看護法講習の名称を赤十字健康生活支援講習に変更して講習を実施する。
- 赤十字健康生活支援講習支援員（旧赤十字家庭看護法介助員）
- 赤十字健康生活支援講習指導員（旧赤十字家庭看護法指導員）
- 赤十字健康生活支援講習講師（旧赤十字家庭看護法講師）

幼児安全法
- 赤十字幼児安全法支援員
- 赤十字幼児安全法指導員
- 赤十字幼児安全法講師

### 資格継続研修（廃止）
2009年（平成21年）度から、赤十字救急法救急員、赤十字水上安全法救助員、赤十字雪上安全法救助員、赤十字幼児安全法支援員、赤十字健康生活支援講習支援員（旧赤十字家庭看護法介助員）について、資格継続の制度はあったが、2019年（平成31年）3月31日をもって廃止された。

## 指定公共機関としての日本赤十字社
- 保護施設 - 設置できるのは当社と、都道府県、市町村、地方独立行政法人、社会福祉法人に限定される[51]。

### 関係法令の抜粋
- 日本赤十字社法（昭和27年法律第305号）
  - 1952年8月14日公布、同日施行

- 災害対策基本法（昭和36年法律第223号）
  - 1961年11月15日公布、1962年7月10日施行

- 武力攻撃事態等における国民の保護のための措置に関する法律（平成16年法律第112号）
  - 2004年6月18日公布、同年9月17日施行

- 武力攻撃事態等及び存立危機事態における我が国の平和と独立並びに国及び国民の安全の確保に関する法律（平成15年法律第79号）
  - 2003年6月13日公布、同日施行

## 主な日本赤十字の人物

### 社長
| 代数 | 氏名     | 任期                                                  | 階級・官公職・爵位・学位・称号                                                                           |
| ---- | -------- | ----------------------------------------------------- | --- |
| 1    | 佐野常民 | 1887年（明治10年）5月24日 - 1902年（明治35年）12月7日 | 〔職〕農商務大臣 〔爵〕伯爵 〔称〕日本赤十字社名誉社員                                                   |
| 2    | 松方正義 | 1902年（明治35年）12月 - 1912年（大正元年）12月30日   | 〔職〕内閣総理大臣 〔爵〕公爵                                                                            |
| 3    | 花房義質 | 1912年（大正元年）12月30日 - 1917年（大正6年）2月21日 | 〔職〕枢密顧問官 〔爵〕子爵                                                                              |
| 4    | 石黒忠悳 | 1917年（大正6年）2月21日 - 1920年（大正9年）9月4日    | 〔職〕陸軍省医務局長 〔爵〕子爵 〔軍〕陸軍軍医総監（中将相当官） 〔学〕医学博士                          |
| 5    | 平山成信 | 1920年（大正9年）9月4日 - 1929年（昭和4年）11月2日    | 〔職〕内閣書記官長                                                                                       |
| 6    | 徳川家達 | 1929年（昭和4年）11月2日 - 1940年（昭和15年）6月5日   | 〔職〕貴族院議長 〔爵〕公爵                                                                              |
| 7    | 徳川圀順 | 1940年（昭和15年）6月25日 - 1946年（昭和21年）7月19日 | 〔職〕貴族院議長 〔爵〕公爵 〔軍〕陸軍少佐                                                               |
| 8    | 島津忠承 | 1946年（昭和21年）7月19日 - 1965年（昭和40年）2月13日 | 〔爵〕公爵 〔称〕日本赤十字社名誉社長                                                                    |
| 9    | 川西実三 | 1965年（昭和40年）2月13日 - 1968年（昭和43年）2月13日 | 〔職〕埼玉県知事                                                                                         |
| 10   | 東龍太郎 | 1968年（昭和43年）3月15日 - 1978年（昭和53年）3月31日 | 〔職〕東大教授、茨城大学長、東京都知事 〔学〕医学博士 〔称〕東大名誉教授、名誉都民、日本赤十字社名誉社長 |
| 11   | 林敬三   | 1978年（昭和53年）4月1日 - 1987年（昭和62年）3月31日  | 〔職〕住宅・都市整備公団総裁 〔称〕日本赤十字社名誉社長                                                  |
| 12   | 山本正淑 | 1987年（昭和62年）4月1日 - 1996年（平成8年）10月      | 〔職〕厚生事務次官 〔称〕日本赤十字社名誉社長                                                            |
| 13   | 藤森昭一 | 1996年（平成8年）10月 - 2005年（平成17年）3月         | 〔職〕宮内庁長官、内閣官房副長官 〔称〕日本赤十字社名誉社長                                              |
| 14   | 近衞忠煇 | 2005年（平成17年）4月 - 2019年（令和元年）6月         | 〔職〕日本赤十字社副社長 〔爵〕（旧近衛公爵家当主） 〔称〕日本赤十字社名誉社長                           |
| 15   | 大塚義治 | 2019年（令和元年）7月1日 - 2022年（令和4年）6月30日   | 〔職〕厚生労働事務次官 〔称〕日本赤十字社名誉社長                                                        |
| 16   | 清家篤   | 2022年（令和4年）7月1日 -                             | 〔職〕日本私立学校振興・共済事業団理事長（元・慶應義塾長）                                               |

- ※官公職など主な職歴は〔職〕、爵位〔爵〕、軍歴ある者は階級〔軍〕、学位（博士以上）〔学〕、称号〔称〕の項目に表記した。
- ※官公職・爵位・学位・称号欄にある日本赤十字社名誉社長とは、功労ある社長に対して退任後に贈られる日本赤十字社の称号である（本項7.3日本赤十字社の授与する称号参照）。

### 名誉総裁

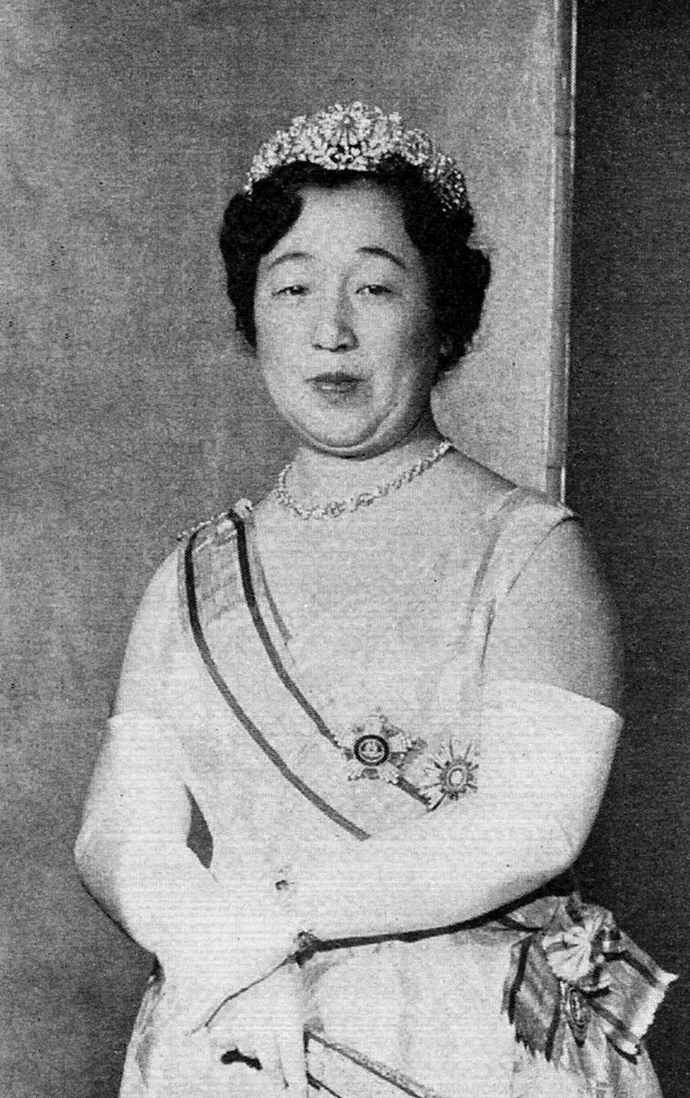
初代名誉総裁 香淳皇后 1947年（昭和22年） - 1989年（昭和64年）1月7日
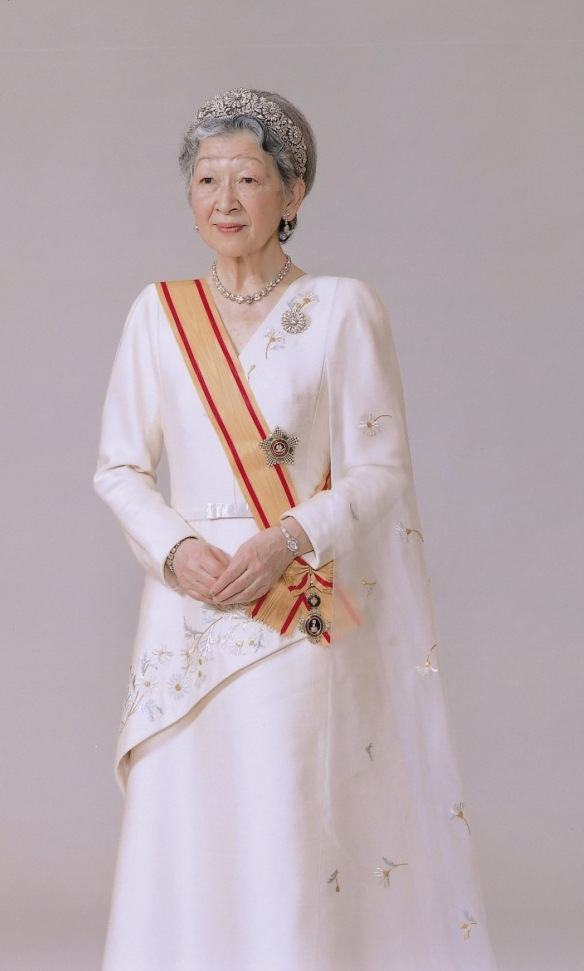
第2代名誉総裁 上皇后美智子 1989年（昭和64年）1月7日 - 2019年（平成31年）4月30日
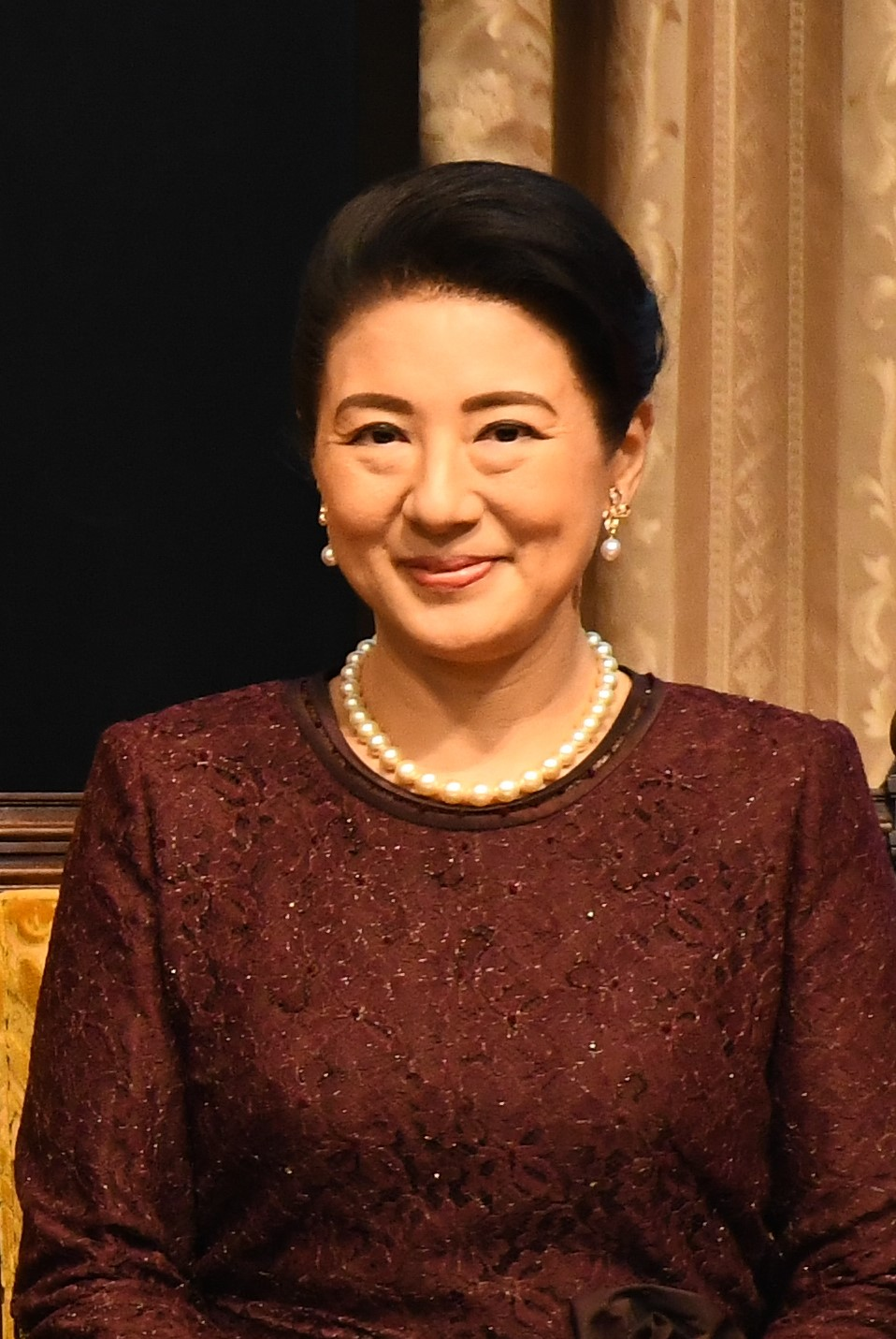
第3代名誉総裁 皇后雅子 2019年（令和元年）5月1日 - 在任中

#### 名誉副総裁
2024年（令和6年）4月現在：
- 文仁親王妃紀子
- 常陸宮正仁親王・正仁親王妃華子
- 崇仁親王妃百合子（2024年11月15日逝去）・寬仁親王妃信子
- 憲仁親王妃久子

### 役員（明治20年以降）
- 小松宮彰仁親王（初代総裁）
- 閑院宮載仁親王（総裁）
- 松平乗承（副社長、子爵）
- 原泰一（副社長、貴族院勅選議員）
- 赤木朝治（副社長、内務官僚）
- 中川望（副社長、枢密顧問官）
- 大久保利武（侯爵、理事）
- 徳川頼倫（侯爵、理事）
- 碓井静照（理事）
- 澤鑑之丞（理事）
- 島津久厚（男爵、理事）
- 徳川義知（理事）
- 松井茂（理事、内務官僚）

### 関連人物
- 馬淵鋭太郎（常議員）
- 蜷川新（顧問）
- 山口吉郎兵衛（商議員）
- 小池政行（国際部参事）
- 安島重三郎（特別社員）
- 金子角之助（特別社員）
- 氏家丈吉（有功章特別社員）
- 荒巻禎一（京都府支部長）
- 石井倶寛（岡山支部商議員）
- 塩田忠左衛門（香川支部常議員、商議員）
- 梶谷忠二（岡山県副支部長）
- 横山助成（神奈川県支部長）
- 新島八重（正社員、篤志看護婦）
- 沢原俊雄（正社員）
- 森肇（正社員）
- 田村新蔵（正社員）
- 練木市左衛門（正社員）
- 平岡久左衛門（正社員）

## 不祥事
職員による義援金着服事件
2014年（平成26年）10月9日、日本赤十字社和歌山県支部は「2011年（平成23年）10月から2014年（平成26年）3月末まで会計を担当していた男性主事（38歳、氏名非公表）が、約182万7,000円余りを着服していた」と発表して謝罪した。男性主事は2012年（平成24年）5月から2013年（平成25年）2月の間に、東日本大震災やフィリピン台風などへの義援金約21万8,000円、貸し会議室使用料金、講習会費などを46回着服していた。男性主事は着服が発覚した分を全額返還した。また、他にも不正が疑われることが分かり、日本赤十字社本社が特別監査を開始した。本社は調査結果の後、懲戒解雇処分や刑事告訴を検討すると発表した。
生成AIによる関東大震災の「新証言」に批判
日本赤十字社東京都支部が、2023年（令和5年）8月26日から9月7日にかけて、関東大震災の体験記などを生成AIに読み込ませることで、新たな「証言」を作成し展示する企画展を計画した。ところが、この計画に対し、SNS上で「記録の捏造である」などの批判が殺到し、同支部は企画展の中止に至った。専門家からは「生成AIは情報の信頼性が担保されておらず、これを使って史実を伝えようとしたことは問題」との指摘が出ている。

## 都道府県支部

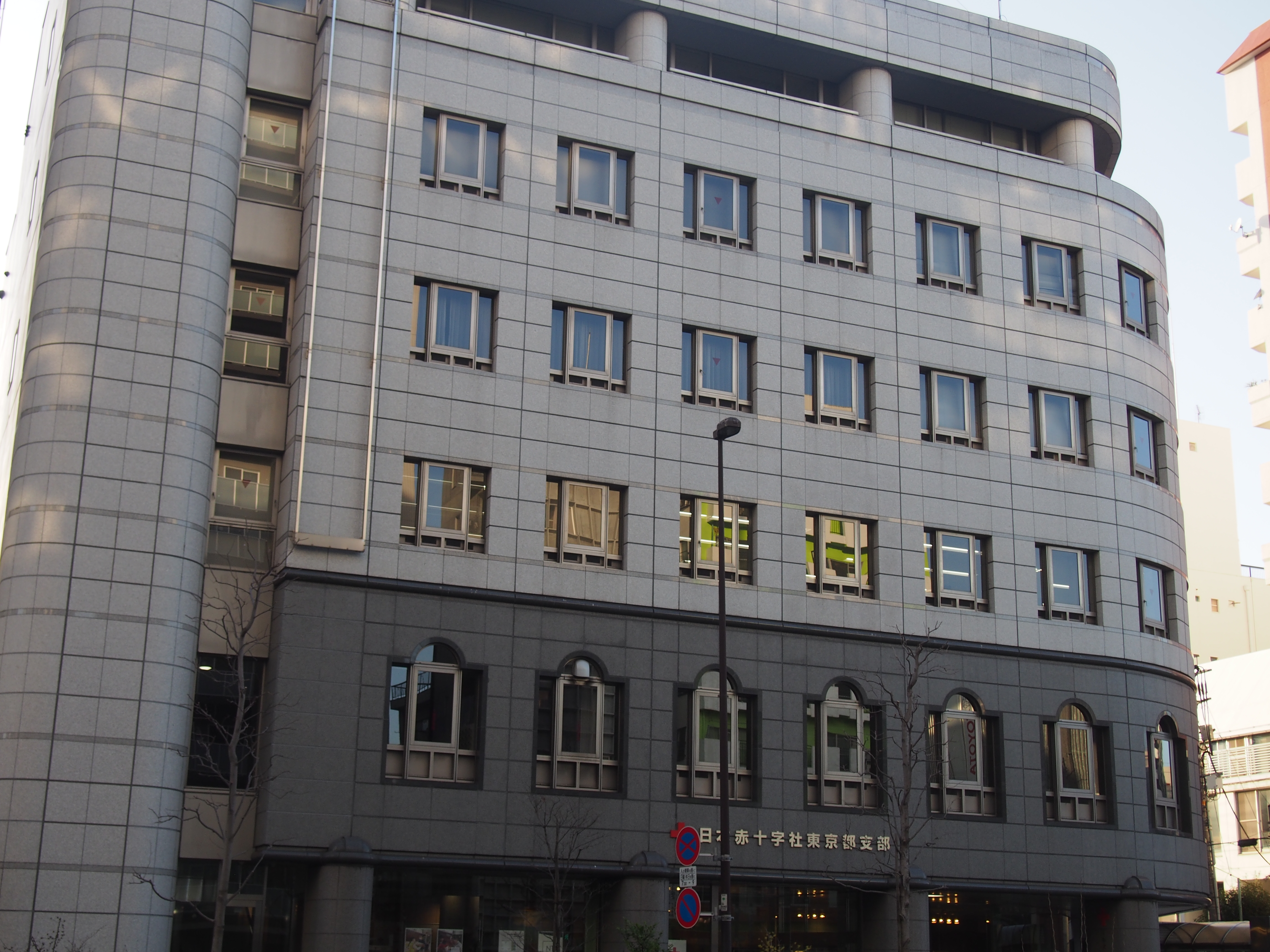
東京都新宿区大久保にある日本赤十字社東京都支部

- 日本赤十字社 北海道支部
- 日本赤十字社 青森県支部
- 日本赤十字社 岩手県支部
- 日本赤十字社 秋田県支部
- 日本赤十字社 宮城県支部
- 日本赤十字社 山形県支部
- 日本赤十字社 福島県支部
- 日本赤十字社 茨城県支部
- 日本赤十字社 栃木県支部
- 日本赤十字社 群馬県支部
- 日本赤十字社 東京都支部
- 日本赤十字社 埼玉県支部
- 日本赤十字社 神奈川県支部
- 日本赤十字社 千葉県支部
- 日本赤十字社 新潟県支部
- 日本赤十字社 山梨県支部
- 日本赤十字社 富山県支部
- 日本赤十字社 石川県支部
- 日本赤十字社 福井県支部
- 日本赤十字社 長野県支部
- 日本赤十字社 岐阜県支部
- 日本赤十字社 静岡県支部
- 日本赤十字社 愛知県支部
- 日本赤十字社 三重県支部
- 日本赤十字社 滋賀県支部
- 日本赤十字社 大阪府支部
- 日本赤十字社 京都府支部
- 日本赤十字社 兵庫県支部
- 日本赤十字社 奈良県支部
- 日本赤十字社 和歌山県支部
- 日本赤十字社 鳥取県支部
- 日本赤十字社 島根県支部
- 日本赤十字社 岡山県支部
- 日本赤十字社 広島県支部
- 日本赤十字社 山口県支部
- 日本赤十字社 徳島県支部
- 日本赤十字社 香川県支部
- 日本赤十字社 愛媛県支部
- 日本赤十字社 高知県支部
- 日本赤十字社 福岡県支部
- 日本赤十字社 佐賀県支部
- 日本赤十字社 長崎県支部
- 日本赤十字社 熊本県支部
- 日本赤十字社 大分県支部
- 日本赤十字社 宮崎県支部
- 日本赤十字社 鹿児島県支部
- 日本赤十字社 沖縄県支部